# Drive-Thru Records
Drive-Thru Records est un label américain de rock et pop punk. Il est fondé en 1996 et détenu par Richards et Stefanie Reines (frère et sœur). Ils mettent le label en pause indéterminée en 2008.

## Histoire
Le label est en partie responsable de la popularisation du son pop punk/emo du début et du milieu des années 2000. Après avoir rencontré des obstacles financiers pour distribuer la musique de ses groupes dans les magasins, Drive-Thru conclut un accord de distribution avec MCA/Universal. En 2003, MCA est dissout et intégré à Geffen Records. L'une des clauses de cet accord permettait à MCA/Geffen de signer n'importe quel groupe de leur choix à partir de la liste de Drive-Thru.
Une fois l'accord avec Universal terminé, ils signent un contrat avec le label indépendant Sanctuary Records. En commençant avec une nouvelle liste, le label obtient un top 10 platine avec Here In Your Arms de Hellogoodbye. Cependant, Sanctuary est au bord de la faillite, et vend ses actifs à Universal Music. Drive-Thru Records s'est retrouvé piégé dans cet accord, et est coincé avec UMG, la division catalogue d'Universal. Le dernier album du label sort en 2008, lorsque Richard et Stefanie Reines ont décidé de se concentrer sur le management d'artistes et mettent Drive-Thru Records en pause pour une durée indéterminée.
Le label indépendant a vendu plus de 7 millions de CD. Parmi les groupes qui ont connu un succès notable pendant leur passage sur le label, on peut citer Hellogoodbye, New Found Glory, Something Corporate, Dashboard Confessional, Fenix*Tx, Finch, The Starting Line, Steel Train, Midtown, Rx Bandits, The Early November, Senses Fail, Home Grown, Halifax, et Allister.

## Disques certifiés
| Year | Artist            | Release             | Sales                                                    |
| ---- | ----------------- | ------------------- | -------------------------------------------------------- |
| 2000 | New Found Glory   | New Found Glory     | - Royaume-Uni : Argent - États-Unis : Or                 |
| 2002 | New Found Glory   | Sticks and Stones   | - Royaume-Uni : Argent - États-Unis : Platine - CAN : Or |
| 2002 | The Starting Line | The Best of Me      | - US : Or                                                |
| 2004 | New Found Glory   | Catalyst            | - États-Unis : Or                                        |
| 2006 | Hellogoodbye      | Here (In Your Arms) | - US: Platinum                                           |